# 深圳公交395路
深圳公交395路，是来往九圍村和福田高鐵站的干线巴士，由深圳市西部公共汽车有限公司运营。

## 线路简介
- 深圳公交395路前身为中小巴523线，由新通宝公司运营，后来于2006年随着市交委（当时为市交通局）的“小巴转大巴”政策，改为公交大巴线。后于2010年395路合并至西部公汽第一分公司宝通车队。
- 本线路来往九围村总站和福田高鐵站，全长44.2公里，配车58台（截止2012年3月）；单程行驶时间约为125-140分钟。
- 服务时间：06:00-22:00
- 发车间隔：5-7分钟（平峰期）；2-4分钟（高峰期）

## 途经站点
- 往福田高鐵站方向：九围村总站 - 九围村委 - 九围村 - 富源教育城 - 富源工业城 - 恒丰工业城 - 鹤洲桥底 - 宝安桃源居 - 西乡交管所① - 平峦山公园 - 宝田二路路口 - 西乡城管办 - 宝安客运中心 - 丽景城 - 宝润装饰城 - 流学流塘市场 - 流塘旧村 - 安华工业区 - 诺铂广场 - 公园路西一巷 - 宝安税务局 - 新安湖 - 甲岸村 - 建行宝安支行 - 深南北环立交 - 南头② - 深大北门① - 大冲① - 世界之窗② - 康佳集团 - 深圳人才园② - 深南香蜜立交(1) - 特区报社② - 投资大厦① - 福田高铁站

- 往九围村总站方向：福田高铁站 - 广电大厦 - 特区报社(2) - 深南香蜜立交(1) - 深圳人才园 - 锦绣中华(2) - 世界之窗(2) - 大冲 - 深大北门(1) - 南头(2) - 深南北环立交(1) - 沁园公园 - 宝安法院 - 三区金融街 - 建行宝安支行 - 甲岸村 - 新安湖 - 宝安税务局 - 公园路西一巷 - 诺铂广场 - 文汇学校 - 前进天虹商场 - 流塘旧村 - 流塘市场 - 流塘小学 - 宝润装饰城 - 丽景城 - 宝安客运中心 - 西乡城管办 - 宝安纯中医医院 - 西乡交管所(1) - 宝安桃源居 - 鹤洲桥底 - 恒丰工业城 - 西乡富源工业城 - 富源教育城 - 九围村 - 九围社区 - 九围村总站